# 크래쉬 (대한민국의 밴드)
크래쉬(영어: Crash)는 1991년에 결성한 대한민국의 헤비 메탈 밴드이다.

## 발자취
크래쉬는 데스 메탈계의 세계적 프로듀서 콜린 리차드슨을 맞아들여 작업한 1집《Endless Supply of Pain》(1994년)으로 데뷔한 크래쉬는 한국 록 사상 최고의 사운드와 흠 잡을 데 없는 연주력, 곡구성으로 단번에 한국 헤비 메탈의 대명사가 되었다. 8만 장 이상이 판매된 1집 발매 이후 리더 안흥찬이 서태지와 아이들의 노래 "교실 이데아"와 "내 맘이야"에 백보컬로 참여하면서 대중에게 지명도를 높였다.
1집에서는 브라질의 세계적인 헤비 메탈 그룹 세풀투라(Sepultura)와 유사한 색깔이 나는 스래시 메탈을 구사했으며 2집에서는 하드코어 장르에 대한 관심을 약간 표출했고 3집부터는 쓰래쉬에 근간을 두면서도 인더스트리얼 장르에 대한 본격적 접근을 시도하면서 밴드의 정체성을 확립했다. 시나위에서 시작된 한국 헤비 메탈을 본토 수준에 올라서게 만든 장본인으로 평가받고 있으나 이들의 활동 기간 동안 국내의 헤비 메탈 씬이 침체하면서 빛을 잃은 면이 있다.
일반 대중들에게 많이 알려져있는 곡으로는 "니가 진짜로 원하는게 뭐야"가 있다. 원곡은 신해철의 곡으로 2001년 컴필레이션 앨범《인디 파워 2001》에 처음 수록되었고 2003년 나온 크래쉬 정규 앨범에 수록되었다. 이후 TTL 광고에도 쓰였다.

## 정규 음반 목록 & 멤버
- 1집 - Endless Supply of Pain(1994년, 프로듀서 - 콜린 리차드슨)

안흥찬(보컬, 베이스 기타), 정용욱(드럼), 윤두병(기타)
- 2집 - to be or not to be(1995년, 프로듀서 - 크래쉬)

안흥찬(보컬, 베이스 기타), 정용욱(드럼), 윤두병(기타), 하재용(기타/세션)
- 3집 - experimental state of fear(1997년, 프로듀서 - 콜린 리차드슨)

안흥찬(보컬, 베이스 기타), 정용욱(드럼), 하재용(기타), 이성수(기타)
- 4집 - terminal dream flow(2000년, 프로듀서 - 콜린 리차드슨)

안흥찬(보컬, 베이스 기타), 정용욱(드럼), 하재용(기타), 오영상(기타), 김유성(키보드)
- 5집 - the massive crush (2003년, 프로듀서 - 크래쉬)

안흥찬(보컬, 베이스 기타), 정용욱(드럼), 하재용(기타), 임상묵(기타)
- 6집 - The Paragon of Animals (2010년, 프로듀서 - 테드 젠슨)

안흥찬(보컬, 베이스 기타), 정용욱(드럼), 하재용(기타), 윤두병(기타)